# Новосимбирка
Новосимбирка — село в Кувандыкском городском округе Оренбургской области России.

## География
Село находится на востоке центральной части Оренбургской области, на левом берегу реки Ташлы, на расстоянии примерно 45 километров (по прямой) к северо-востоку от города Кувандык, административного центра района. Абсолютная высота — 471 метр над уровнем моря.
Климат
Климат характеризуется как умеренно континентальный, с четырьмя чётко выраженными временами года. Абсолютный минимум температуры воздуха самого холодного месяца (января) составляет −45 °C; абсолютный максимум самого тёплого месяца (июля) — 42 °C. Среднегодовое количество атмосферных осадков составляет 300—550 мм, из которых около 70 % выпадает в весенне-летний период. Снежный покров довольно устойчив и держится в течение 150 дней в году.
Часовой пояс
Село Новосимбирка, как и вся Оренбургская область, находится в часовой зоне МСК+2. Смещение применяемого времени относительно UTC составляет +5:00.

## История
Село Новосимбирка основано в 1880-х годах крестьянами, выселившимися сюда из окрестного хутора Симбирского. которые приняли к себе ещё несколько семей - выходцев из Симбирской губернии.
До 1 мая 2015 года являлось центром ныне упразднённого Новосимбирского сельсовета.

## Население
| 2010 |
| ---- |
| 598  |

Гендерный состав
По данным Всероссийской переписи населения 2010 года в гендерной структуре населения мужчины составляли 47 %, женщины — соответственно 53 %.
Национальный состав
Согласно результатам переписи 2002 года, в национальной структуре населения русские составляли 70 % из 816 чел. Также проживают башкиры.

## Религия
Православные храмы
- Церковь Николая Чудотворца